# Pediobius italicus
Pediobius italicus  (лат.) — вид паразитических наездников рода Pediobius из семейства Eulophidae (Chalcidoidea) отряда перепончатокрылые насекомые. Европа (Италия), Азия (Иран, Япония). Переднеспинка с шейкой, отграниченной килем (поперечным гребнем). Щит среднеспинки с развитыми изогнутыми парапсидальными бороздками. Ассоциированы с бабочками Acrocercops, Phyllocnistis citrella, Spulerina astaurota, Spulerina simploniella (Gracillariidae, паразиты гусениц) и растениями Pyrus communis (Rosaceae).